# Dienst Landelijk Gebied

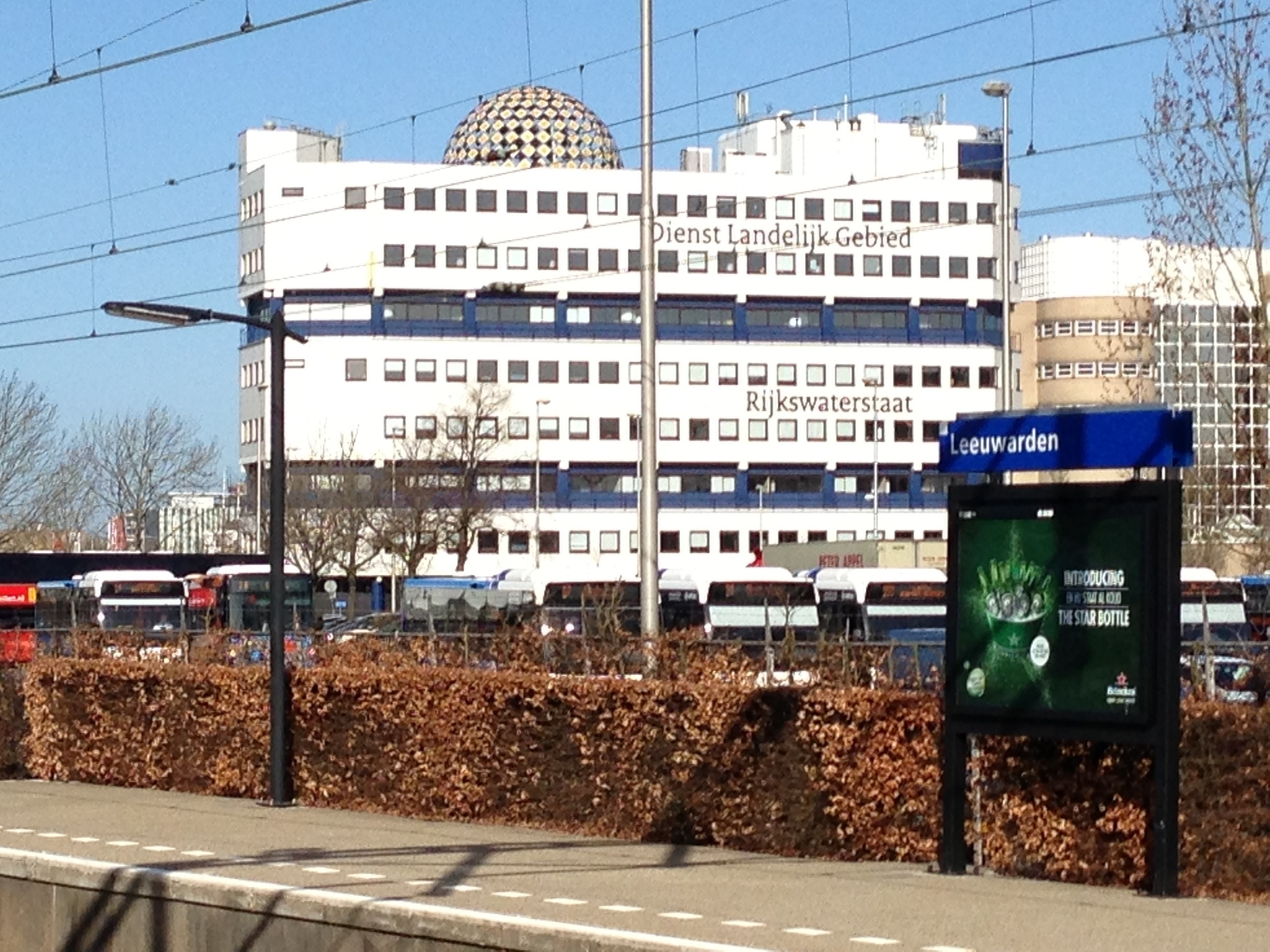
Regiovestiging van de Dienst Landelijk Gebied te Leeuwarden

Dienst Landelijk Gebied (DLG) was tot 1 maart 2015 een Nederlands overheidsorgaan, vallend onder het Ministerie van Economische Zaken. De dienst was het grondbedrijf van de overheid in het landelijk gebied. De organisatievorm was een agentschap met vestigingen in het gehele land. DLG had als opdracht bij te dragen aan het realiseren van samenhang in de ontwikkeling van het landelijk gebied. Dat deed ze in projecten voor bestuurlijke opdrachtgevers van alle overheden: provincies, Rijk, waterschappen en gemeenten.
Het grootste deel van de taken is met ingang van 1 maart 2015 overgegaan naar de provincies. Een kleiner deel ging over naar de Rijksdienst voor Ondernemend Nederland. Bij gelegenheid van de opheffing van DLG is een korte documentaire gemaakt.

## Werkzaamheden
Het agentschap verwierf gronden, richtte ze opnieuw in, adviseerde over het beheer ervan en droeg ze vervolgens over aan gebiedsbeherende instanties en individuele agrariërs. DLG vertaalde beleid naar uitvoering in gebiedsprojecten. Bij de inrichting van gebieden zag ze er op toe dat alle belangen werden meegenomen in het proces. Daarnaast was ze financieringsadviseur en -verstrekker. DLG had een loketfunctie voor gebiedsgerichte regelingen en was bekend met geldstromen en subsidiemogelijkheden, ook op Europees niveau.

## Ruilgrond
Aangekochte gronden zette DLG ook in als ruilgrond opdat boeren hun bedrijf elders konden voortzetten. Dat was aan de orde indien die landbouwgrond nodig was voor beleidsdoelen zoals waterberging, het Natuurnetwerk Nederland of Natura 2000. Ruimtelijk ontwerp door de dienst speelde een rol bij gebiedsontwikkeling en ruimtelijke planvorming.